# 콘야주

콘야주의 위치

콘야주(튀르키예어: Konya ili)는 튀르키예 중남부에 위치한 주로, 중앙아나톨리아 지역에 속한다. 주도는 콘야이며 면적은 38,257km2, 인구는 2,412,104명(2006년 기준), 자동차 번호는 42번, 시외전화 지역번호는 0332번이다. 튀르키예에서 면적이 가장 큰 주이며 31개 군과 1개 시를 관할한다.